# Gare des Moutiers-en-Retz
La gare des Moutiers-en-Retz est une gare ferroviaire française de la ligne de Sainte-Pazanne à Pornic, située sur le territoire de la commune de Les Moutiers-en-Retz, dans le département de la Loire-Atlantique en région Pays de la Loire. 
C'est une halte ferroviaire de la Société nationale des chemins de fer français (SNCF), desservie par des trains TER Pays de la Loire.

## Situation ferroviaire
Établie à 8 mètres d'altitude, la gare des Moutiers-en-Retz est située au point kilométrique (PK) 18,516 de la ligne de Sainte-Pazanne à Pornic, entre les gares Bourgneuf-en-Retz et La Bernerie.
Elle est équipée d'un unique quai qui dispose d'une longueur utile de 91 mètres.

## Service des voyageurs

### Accueil
Halte SNCF, c'est un point d'arrêt non géré (PANG) à entrée libre, disposant d'un abri de quai.

### Desserte

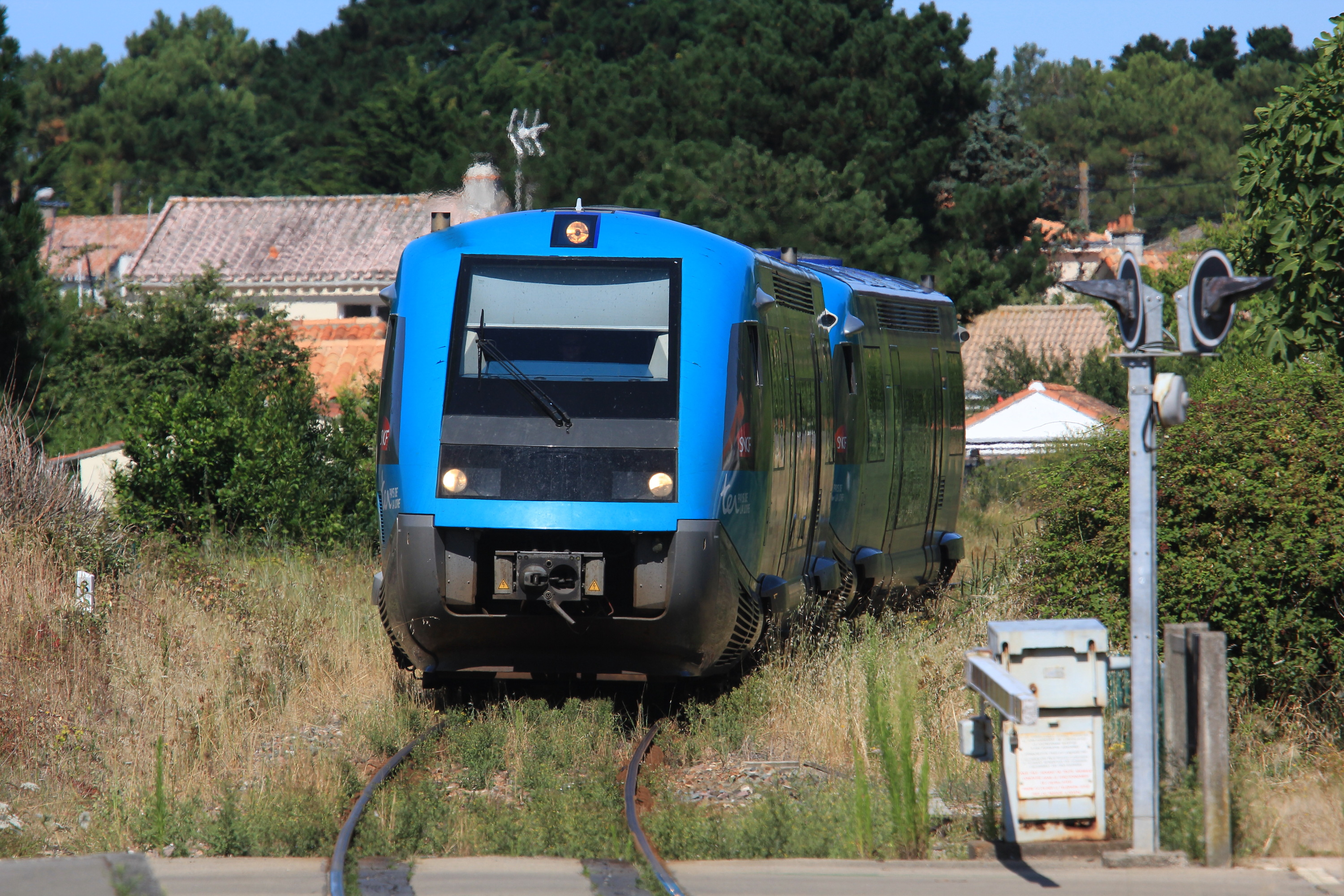
Un train au passage à niveau de la gare. La voie est envahie par les herbes (2012).

Les Moutiers-en-Retz est desservie par des trains TER Pays de la Loire circulant entre Nantes et Pornic.
Cependant, du 1er septembre 2014 au 4 juillet 2015, la desserte ferroviaire de la gare est suspendue pour permettre la 2e phase de rénovation de la ligne Nantes - Pornic. Durant cette période, la desserte de la gare n'est plus effectuée que par autocar en correspondance avec des TER en gare de Sainte-Pazanne ou directement jusqu'à Nantes. Ces travaux sont prolongés de deux mois en raison de malfaçons électriques sur la signalisation ferroviaire et les passages à niveau, liées à une faiblesse du pilotage du chantier.

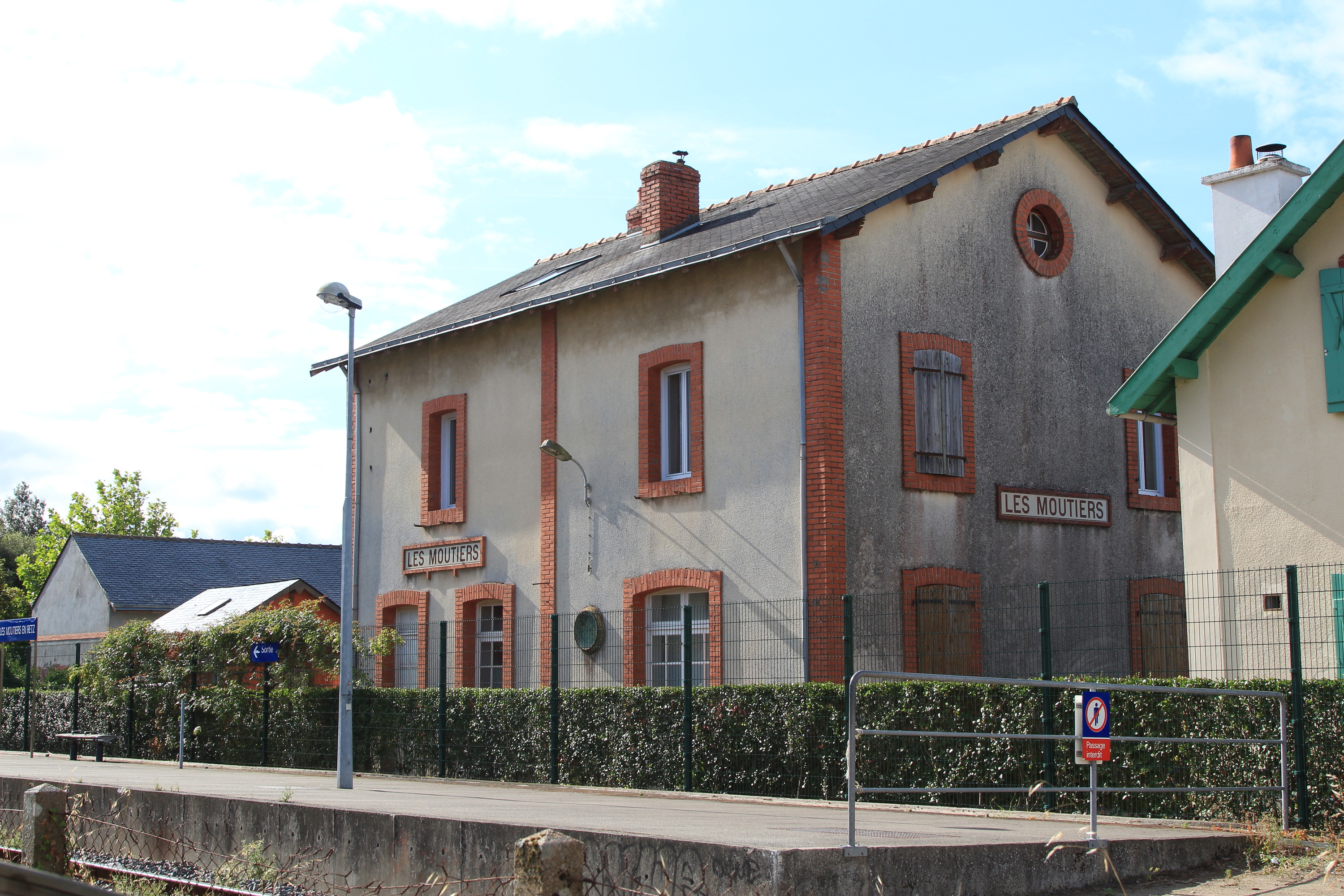
L'ancien bâtiment voyageurs.